# Dorcopsis luctuosa
Dorcopsis luctuosa is een zoogdier uit de familie van de kangoeroes (Macropodidae). De wetenschappelijke naam werd gepubliceerd door Luigi Maria d'Albertis in 1874.

## Beschrijving
D. luctuosa heeft een vrij korte, grijze vacht. De duidelijke gele vlek om de buidel en de anus is een goed kenmerk voor identificatie, al komt deze vlek niet bij alle exemplaren voor. De kop-romplengte bedraagt 525 tot 970 mm, de staartlengte 310 tot 388 mm, de achtervoetlengte 111 tot 130 mm, de oorlengte 53 tot 63 mm en het gewicht 3576 tot 11555 g.

## Voorkomen
De soort komt voor in het zuiden van Nieuw-Guinea. De twee gescheiden populaties in het zuidoosten van Papoea-Nieuw-Guinea en ten zuiden en westen van de rivier Fly in zuidwestelijk Papoea-Nieuw-Guinea en zuidoostelijk Irian Jaya worden gezien als aparte ondersoorten (respectievelijk luctuosa (sensu stricto) en phyllis Groves & Flannery, 1989) en vertegenwoordigen mogelijk aparte soorten. D. luctuosa is zelf lange tijd in de Mullerwallaby (D. muelleri) geplaatst.

## Levenswijze
D. luctuosa is een sociale soort, die in losse groepen leeft, is in de schemering actief en eet allerlei plantaardig materiaal. Vrouwtjes zijn na ongeveer 15 maanden geslachtsrijp. De jongen blijven 180 tot 190 dagen in de buidel na de geboorte en verlaten de buidel een of twee weken later, waarna het vrouwtje een nieuw jong krijgt.